# Bernsteinseeschwalbe
Die Bernsteinseeschwalbe (Thalasseus bernsteini) ist ein extrem seltener Seevogel aus China und Taiwan. Sie wurde früher in die Gattung Sterna klassifiziert. Aufgrund einer Revision im Jahre 2005 zählt sie nun zur Gattung Thalasseus. Das Artepitheton ehrt Heinrich Agathon Bernstein, der für Hermann Schlegel das Typusexemplar sammelte.

## Beschreibung
Diese schlanke, große Seeschwalbe erreicht eine Länge von 43 cm. Sie hat eine schwarze Haube und allgemein ein weißes Gefieder mit blassgrauen Schwingen. Im Flug ist ein scharfer Kontrast zwischen den blassgrauen Oberschwingen und den schwarzen äußeren Handschwingen auszumachen. Der Schnabel ist bernsteinfarben mit einer schwarzen Spitze.

## Verbreitung
Früher war die Bernsteinseeschwalbe an den Küsten Chinas, Taiwans, Thailands, Halmaheras, Malaysias, Sarawaks und der Philippinen verbreitet. Heute kommt sie nur noch auf kleinen vorgelagerten Inseln vor Taiwan vor.

## Gefährdung
Im Juni und Juli 1937 wurden 21 Exemplare auf einer kleinen Insel vor der Küste Shandongs eingesammelt. Anschließend galt sie als ausgestorben. In den Jahren 1978 und 1991 gab es unbestätigte Meldungen über Sichtungen in Hebei und Shandong. Im Juni 2000 entdeckte jedoch ein chinesischer Wissenschaftler in einer Gruppe von anderen Seeschwalbenarten vier Paare und vier Jungvögel auf den Matsu-Inseln in der Straße von Taiwan und filmte sie.
Die Bernsteinseeschwalbe gilt mit einer Population von weniger als 50 Exemplaren als seltenste Seeschwalbe der Welt. Über die genaue Ursache ihrer Seltenheit und über ihre Lebensweise ist kaum etwas bekannt. Die Feuchtgebiete, in denen sich ihre Brutreviere befanden, mussten an vielen Orten der landwirtschaftlichen Nutzung weichen. Zudem gelten Seeschwalbeneier in China als Delikatesse. Heute steht das Gebiet, in dem die neue Kolonie entdeckt wurde, unter strengem Naturschutz. Auch andere Areale wie das Sanjiaozhou Nature Reserve in Shandong und die Laem Talumphuk Non-Hunting Area in Thailand, wo diese Art in der Vergangenheit verbreitet war, sind ebenfalls streng geschützt. Im Jahr 2007 schlug BirdLife International Alarm, weil trotz Schutzmaßnahmen die Eier schonungslos gesammelt wurden und deshalb eine Auslöschung der Art innerhalb der nächsten fünf Jahre befürchtet wurde.
2010 wurden erstmals Exemplare im indonesischen Überwinterungsgebiet auf Pulau Lusaolate nördlich von Seram fotografiert.